# Els fills del Kennedy
Els fills de Kennedy (Kennedy's Children en el seu títol original en anglès) és una obra de teatre de Robert Patrick, estrenada en 1975.

## Argument
L'autor dona veu en l'obra a aquesta generació de la dècada dels seixanta a Amèrica, durant el periple del president Kennedy. Per a això, l'autor situa en una nit plujosa en un pub de Nova York a cinc representants d'aquesta generació: una hippy (Rona), un homosexual (Sparger), un veterà de la guerra de Vietnam (Mark), una secretària (Wanda) i una aspirant a actriu (Carla), amb semblança a Marilyn Monroe. Tots ells, exposaran, en monòlegs, com van viure aquesta dècada, la seva pròpia vida, amb els seus triomfs i els seus disgustos.

## Representacions destacades
- John Golden Theatre, Broadway, Nova York, 1975.
- Direcció: Clive Donner
  - Intèrprets: Shirley Knight (Carla), Kaiulani Lee (Rona), Barbara Montgomery (Wanda), Don Parker (Sparger), Michael Sacks (Mark).

- Teatro Bellas Artes, Madrid, 5 de febrer de 1977.[3]
  - Direcció: Ángel García Moreno.
  - Escenografia: Antonio Cidrón.
  - Intèrprets: Marisa de Leza (hippy), Pedro Civera (homosexual), Gemma Cuervo (actriu), Paco Valladares (soldat), María Luisa Merlo (secretària).

- Arriaga Antzokia, Bilbao, 23 de setembre de 2013 i Teatro Alcázar, Madrid, 11 d'octubre de 2013[4]
  - Direcció: Josep Maria Pou.
  - Escenografia: Juanjo Llorens.
  - Intèrprets: Maribel Verdú (actriu), Emma Suárez (secretària), Ariadna Gil (hippy), Álex García (soldat), Fernando Cayo (homosexual).

- Versus Teatre, Barcelona, 28 d'abril de 2003, versió en català de Josep Costa Prieto[5][6]
  - Direcció': Josep Costa Prieto
  - Intèrprets: Àngel Amazares, Gemma Charines, Gabriela Flores, Juan Jiménez i Lucía Leiva.